# Lino Colliard
Lino (Lin) Colliard (pron. fr. AFI: [lɛ̃ kɔljaʁ]) (Donnas, 28 agosto 1934 – Aosta, 24 novembre 2010) è stato uno storico italiano.

## Biografia
Nato a Donnas, si trasferisce a Chambave, paese di sua moglie, Carla Verthuy, insegnante, dopo il matrimonio. Hanno avuto due figlie: Marie-Rose e Francine.
Direttore degli Archivi storici regionali (Archives historiques régionales) della Valle d'Aosta, pubblica nel 1976 la sua opera principale, La culture valdôtaine au cours des siècles.

## Omaggio
Una giornata denominata Journée Lin Colliard gli è dedicata il 26 novembre 2011, riunendo dei contributi da parte dei principali storici e storiografi valdostani.

## Opere
- La culture valdôtaine au cours des siècles, 1976.